# IC 3613
IC 3613 је лентикуларна галаксија у сазвјежђу Береникина коса која се налази на листи објеката дубоког неба у Индекс каталогу.
Деклинација објекта је + 13° 45' 31" а ректасцензија 12h 39m 4,8s. Привидна величина (магнитуда) објекта IC 3613 износи 16,4 а фотографска магнитуда 17,4.